# Vinita Park
Vinita Park – miasto w Stanach Zjednoczonych, w stanie Missouri, w hrabstwie St. Louis.